# Ворон
Во́рон (лат. Corvus corax) — вид птиц из рода воронов отряда воробьинообразных. Обитающий в Северном полушарии, этот вид является наиболее широко распространённым из всех врановых и одним из умнейших на планете. Существует по крайней мере восемь подвидов с незначительными вариациями внешнего вида, хотя недавние исследования продемонстрировали значительные генетические различия между популяциями из разных регионов.
Это один из двух крупнейших врановых, наряду  с бронзовой вороной, и, возможно, самая тяжёлая птица отряда воробьинообразных. В дикой природе вороны могут прожить больше 23 лет, хотя обычно продолжительность их жизни значительно короче. Молодые птицы могут путешествовать стаями, но позже формируют пары на всю жизнь, при этом каждая пара защищает собственную территорию.
Обыкновенные вороны сосуществовали с людьми на протяжении тысячелетий, а в некоторых районах их было так много, что люди считали их вредителями. Успешность вида частично связана с их рационом: вороны всеядны и приспособлены к поиску различных источников питания, кормятся в числе прочего падалью, насекомыми, зерновыми злаками, ягодами, фруктами, мелкими животными, гнездящимися птицами, а также пищевыми отходами человека.

## Описание

### Внешний вид
Это крупнейший представитель воробьинообразных птиц: длина тела достигает 60—70 см, размах крыльев 120—150 см, масса 800—1600 г (по другим данным, до 2000 г). Другие характерные особенности: очень массивный, высокий и острый клюв, и удлинённые перья на горле (так называемая «борода»). Летящую высоко птицу можно определить по более длинным и узким крыльям в сравнении с другими врановыми, а также по клиновидной форме хвоста. Парящий ворон делает более редкие взмахи крыльями, чем его ближайшие родственники. Самцы несколько крупнее самок.
В окраске перьевого покрова половые различия отсутствуют. Окраска всего тела однотонная, как у чёрной вороны и грача. Оперение взрослой особи чёрное с металлическим отливом — синеватым или фиолетовым сверху, и зеленоватым снизу. У молодых оперение матово-чёрное без блеска. Чёрная окраска ворона даёт ему ряд преимуществ как в холодном, так и в жарком климате. Тёмные перья впитывают солнечную энергию, уменьшая разницу температур между ними и кожей, что в условиях низких температур даёт энергетическое преимущество перед другими, сходными по размеру, но светлоокрашенными птицами. В жаркой пустыне согретая за день птица проявляет большую активность в ранние утренние и поздние вечерние часы, специализируясь на ловле сумеречных животных. Тёмное оперение также хорошо скрывает птицу в сумерках вдоль дорог и на мусорных кучах. Не только оперение, но и клюв, и ноги ворона чёрные. Радужная оболочка тёмно-бурая.

### Голос

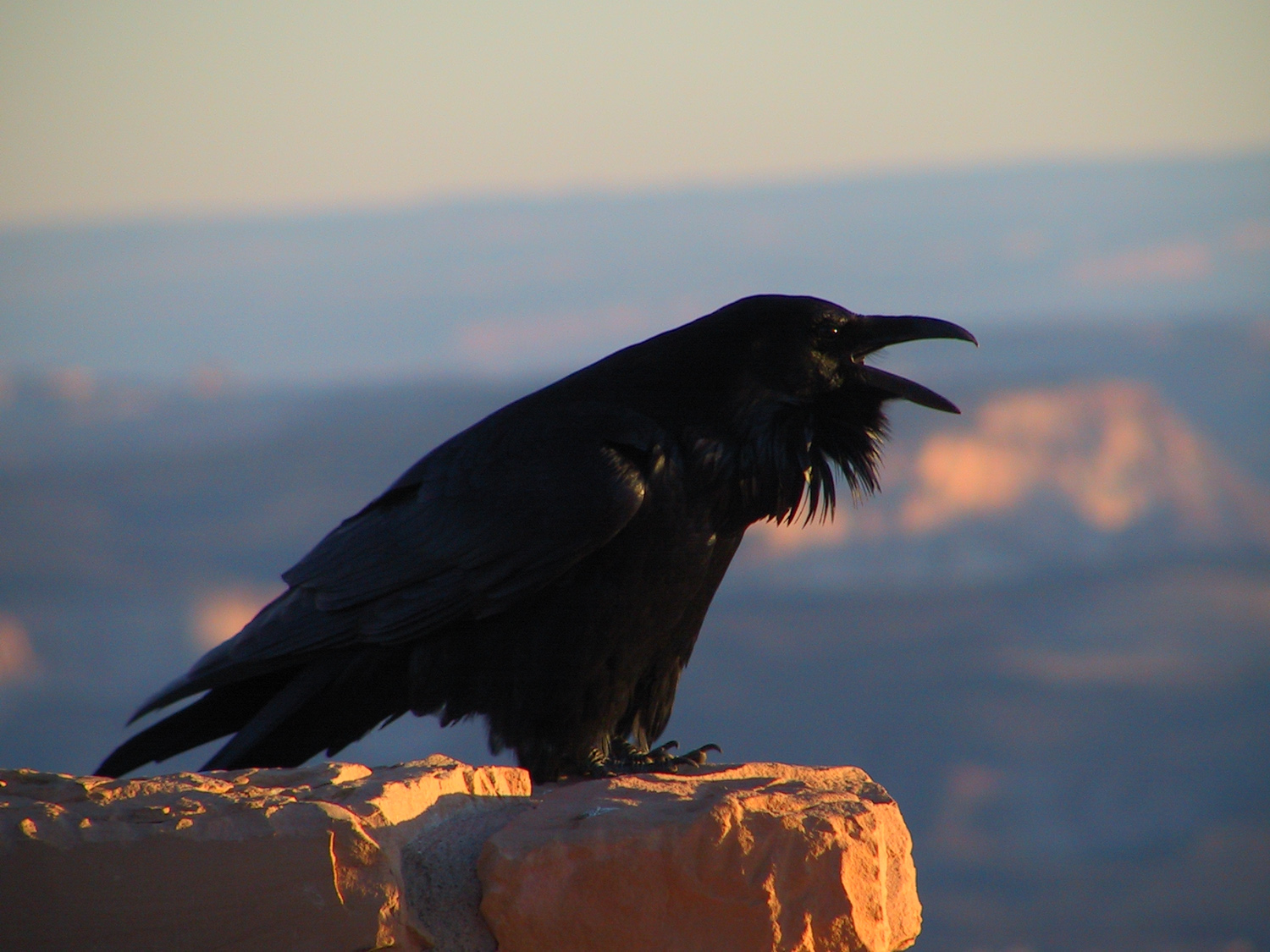
Ворон

Голос ворона — громкое, трубное, гортанное «крух» или отчётливое «ток», а также всем известное карканье.

### Особенности поведения
Во́рон — осторожная птица. Умеет хорошо передвигаться по земле. Перед полётом ворон делает несколько прыжков. Полёт больше похож на полёт хищной птицы, чем на полёт других врановых. Ворон — одна из немногих птиц, способных выполнять манёвры, аналогичные авиационным фигурам пилотажа: управляемую бочку и полубочку.
Эта птица обладает одним из самых выдающихся интеллектов среди всех животных, включая дельфинов и людей. Они способны использовать инструменты, коммуницировать друг с другом, различать себя в зеркале, обладают пространственным мышлением, способны обманывать, а также как вид очень мстительны. Но при том способны запоминать добро и по-своему благодарить. Как о гадости, так и о чём-то хорошем, сделанном по отношению к ним, они быстро распространяют информацию в своей среде.
Птица обладает терпением; если ожидание перед принятием решения может дать больше, чем какое-либо действие, ворон будет ждать. Терпение его исчисляется в минутах, позволяя демонстрировать эту способность на уровне приматов.
Также у ворона есть жесты, с помощью которых он привлекает внимание сородичей: для этого в клюв берётся какой-либо предмет (любой, который можно найти рядом) и демонстрируется другим во́ронам. В первый момент внимание привлекает предмет, но затем контакт налаживается с самим подающим знак. Эта тактика аналогична действиям маленьких детей, которые пытаются привлечь к себе внимание.
Степень социализации ворона достаточно низкая: в течение года птицы в основном держатся обособленными парами, хотя поздней осенью и зимой могут объединяться с другими птицами своего вида на ночёвку.

## Классификация
Во́рон — типовой вид рода Corvus, описанный шведским врачом и натуралистом Карлом Линнеем в своей фундаментальной работе «Система природы» в 1758 году. Как родовое, так и видовое названия заимствованы от названий птицы в античных источниках: первое от латинского corvus, второе — от древнегреческого κοραξ. Ближайшими родственниками птицы считаются пустынный буроголовый (C. ruficollis) и пегий (C. albus) вороны, а также американская белошейная ворона.
Орнитологи выделяют от 8 до 11 подвидов птицы, однако, несмотря на огромную область распространения, фенотипические различия между ними незначительны и часто объясняются клинальной (плавной географической) изменчивостью, а не генетическими особенностями. В частности, разница в длине тела в ряде случаев соответствует правилу Бергмана: чем прохладнее климат, тем крупнее обитающие в нём особи. Помимо общих размеров, изменчивость также проявляется в пропорции клюва, степени развития удлинённых перьев на горле и оттенков окраски оперения.
С другой стороны, аналогичная морфология не всегда свидетельствует о генетической идентичности: в 2000 году американские молекулярные биологи, проведя исследование образцов тканей птиц из разных уголков планеты, выделили особую «калифорнийскую кладу» ворона, в которой последовательность митохондриального генома более чем на 4 % отличается от аналогичной последовательности у всех остальных птиц (их отнесли к другой, так называемой «голарктической кладе»). При этом птицы, обитающие на западе США, внешне ничем не отличаются от птиц, обитающих на востоке и севере страны. Более того, вороны из Миннесоты, Мэна и Аляски в родственном отношении оказались значительно ближе к воронам Евразии, чем к воронам соседней Калифорнии.
Известны гибридные формы с пустынным вороном (Corvus ruficollis).

### Подвиды
Нижеследующий список подвидов приведён согласно изданию «Handbook of the Birds of the World» (2008). Он может отличаться в той или иной системе классификации
| Подвид              | Изображение | Распространение | Примечания |
| ------------------- | ----------- | --- | --- |
| C. c. corax         |             | Вся европейская часть ареала вида (без Испании и Португалии) на юг до Крыма, Кавказа, Копетдага, северного Ирана; Западная и Средняя Сибирь. | |
| C. c. varius        |             | Исландия и Фарерские острова. | Фарерский ворон (по Бёме). Имеет 2 варианта окраса: бело-пегий и более тёмный, почти чёрный, оперение менее блестящее, чем у обыкновенного ворона. Размер средний. С 1948 года подвид пегого окраса никем не был замечен. Считается вымершим. На данный момент сохранилось 15 чучел птицы этого цветового варианта в различных музеях (6 в Копенгагене, 4 в Нью-Йорке, 2 в Уппсала, 1 в Лейдене, 1 в Брауншвейге и 1 в Дрездене). 12 июня 1995 года были выпущены марки, изображающие этого ворона (иллюстратор — Астрид Андризен).    |
| C. c. subcorax      |             | Греция, Центральная Азия, запад Китая, кроме Гималаев.                                                                                       | По внешнему виду крупнее, чем номинативный подвид, заострённые перья на горле сравнительно короткие. Оперение чёрное, на груди и шее перья имеют коричневатый оттенок, как и у пустынного ворона. Основание перьев на шее, как правило, белое. Иногда этому подвиду присваивают имя C. c. laurencei, основываясь на популяции, описанной в 1873 году Hume в Синде, что является предпочтительнее, потому что вид subcorax, обнаруженный и описанный Николаем Северцовым, относят к представителю пустынного ворона (Corvus ruficollis) |
| C. c. tingitanus    |             | Северная Африка, на юг до Суса (южнее Атласа), на восток до Киренаики и Мерса-Матрух; Канарские острова.                                     | Первоначально имел название C. c. canariensis. Самый маленький по размеру из всех подвидов обыкновенного ворона. Перья на горле очень короткие, оперение имеет отличительный маслянистый блеск, клюв короткий, но крупный. Оперение имеет более коричневый оттенок в отличие от североафриканского воронов. |
| C. c. tibetanus     |             | Вся горная Средняя Азия (кроме Туркменистана), Гималаи и Тибет.                                                                              | Крупнее и имеет более блестящее оперение по сравнению со всеми другими подвидами. Удлинённые перья на нижней части горла длиннее. Клюв массивный. Радужка глаза коричневая. |
| C. c. kamtschaticus |             | Сибирь к востоку от Лены на юг до Забайкалья и Монголии.                                                                                     | Размер — нечто среднее между размером C. c. corax и C. c. principalis, клюв длиннее и тоньше. |
| C. c. principalis   |             | Гренландия и Арктическая Северная Америка до Британской Колумбии.                                                                            | Размером крупнее других подвидов, клюв самый длинный среди всех подвидов, перья на шее довольно крупные, оперение обладает заметным блеском. |
| C. c. sinuatus      |             | Запад США, на юге до севера Гондураса и Мексики и прилегающих островов.                                                                      | Меньше по размеру и с более узким и маленьким клювом по сравнению с С. с. principalis. Кроме основной популяции есть виды, обитающие дальше на юго-западе США и северо-западе Мексики (включая острова Ревилья-Хихедо). Эти виды иногда относят к С. С. sinuatus, но некоторые выделяют их в качестве отдельного подвида С. С. clarionensis. |
| C. c. laurencei     |             | Израиль, Сирия, Белуджистан, горы восточного Ирана, северо-западная Индия от Раджпутаны до Синда и Пенджаба, вероятно и Малая Азия.          | Размер средний, клюв расположен высоко, более изогнут в отличие от клюва C. c. corax, длиннее, чем у C. c. tingitanus. |
| C. c. hispanus      |             | Испания, Португалия, Балеарские острова. | По размеру меньше, чем C. c. corax, крылья пропорционально меньше. |

## Распространение

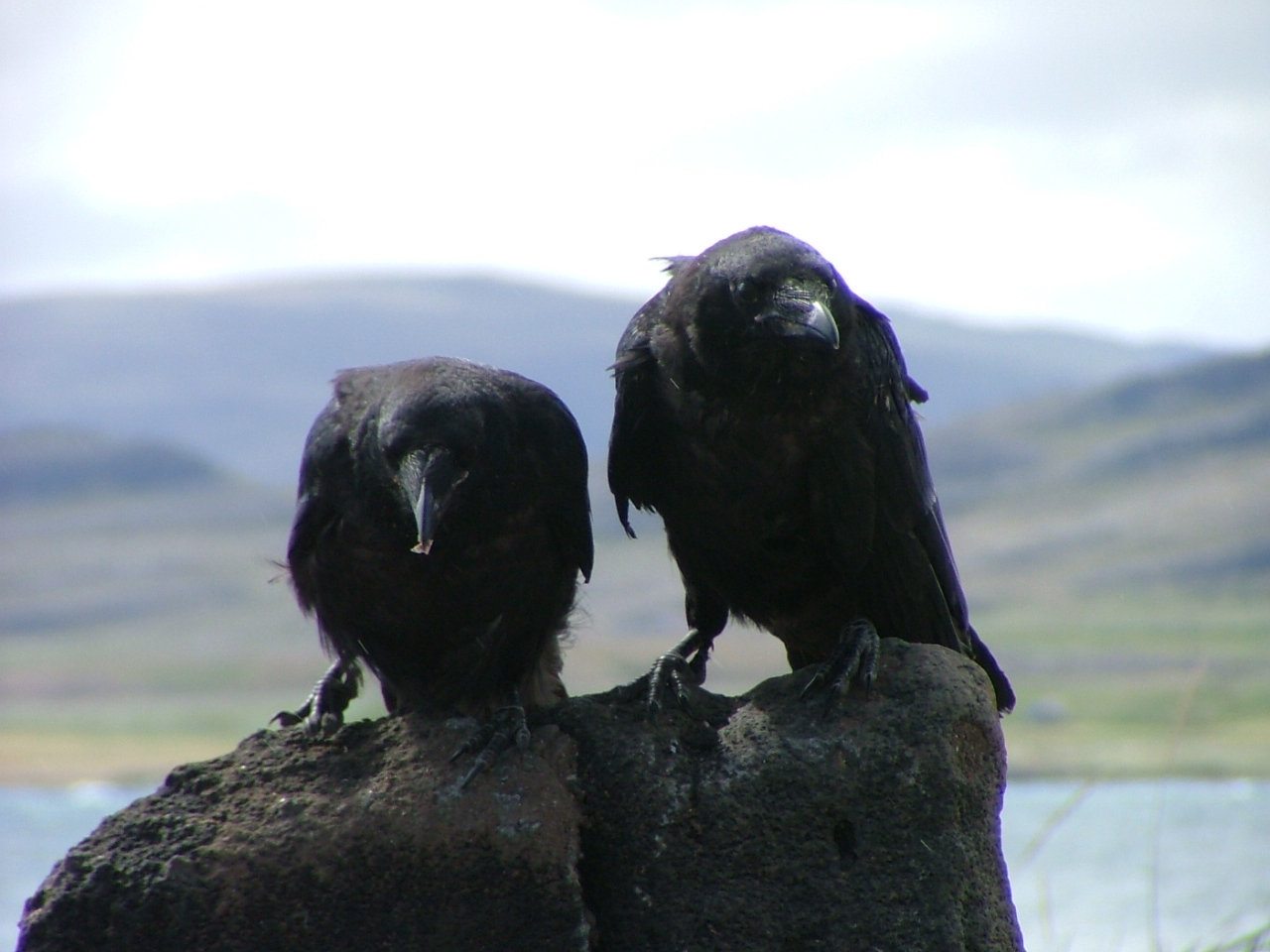
Вороны

### Ареал
Во́рон распространён почти во всей Голарктике, местами проникает в тропические широты. В северной Евразии отсутствует лишь на Таймыре, Ямале и Гыдане, а также на большинстве островов Северного Ледовитого океана. В Гренландии гнездится в основном вдоль южного и западного побережья к северу до Земли Инглефилда. Южная граница гнездовий в Азии проходит через горные и возвышенные районы Сирии, Ирака, Ирана и Пакистана, северо-западную и северную Индию (Кач, Раджастхан, южные подножия Гималаев), Китай (Гималаи, Тибетское нагорье, Большой Хинган) и российское Приморье (Сихотэ-Алинь). В сухих пустынях Средней Азии и Казахстана ворон не гнездится. В Западной и Центральной Европе ранее гнездился почти повсеместно, но ныне исчез, либо встречается спорадически на большей части Англии, в равнинных районах Франции и Германии, Нидерландах, Чехии, Словакии и Венгрии. В Северной Африке ареал этой птицы ограничен Канарскими островами, морским побережьем от Марокко до Египта и горами Атлас.
В Северной Америке ворон гнездится от Аляски и островов Канадского Арктического архипелага к югу до Никарагуа, при этом отсутствует во многих центральных и восточных штатах США. Здесь его можно встретить лишь в приграничных с Канадой областях в Миннесоте, Висконсине, Мичигане и Мэне, а также изолированно в Аппалачских горах. Ареал сократился за последние несколько столетий: ранее ворон гнездился в горах Адирондак, Аллеганах, в Новой Англии, на побережье Нью-Джерси и Виргинии. В области Великих равнин, где он также исчез, ворон жил за счёт павших бизонов и волков, впоследствии истреблённых человеком.
Как правило, при достаточной кормовой базе ворон остаётся верен своему участку. Георгий Дементьев и Николай Гладков в многотомнике «Птицы Советского Союза» (1953) пишут, что зимой многие птицы переходят на кочевой образ жизни, сбиваясь в стаи по 10—12, а в отдельных случаях и до 40—70 птиц.

### Места обитания
Благодаря высокой пластичности в выборе мест обитания и кормов ворона можно встретить на самых разнообразных ландшафтах от арктических побережий до высокогорной тундры и пустынь. На северной периферии ареала он чаще концентрируется на скалистых морских побережьях и в глубоких речных долинах с кустарниковой растительностью. В средней полосе ворон — типичная лесная птица, при этом обычно либо придерживается светлых широколиственных или хвойных лесов, либо выбирает открытые участки по берегам водоёмов, на окраинах верховых болот и пустошей. Сплошной темнохвойной тайги птица избегает. На юге ареала птица селится в горных ландшафтах, реже в островных и пойменных лесах посреди степей и пустынь. В пустыне Мохаве типичные биотопы — разреженные посадки юкки коротколистной. В Тибете встречается на высоте до 5000 м, в Гималаях до 8200 м над уровнем моря.
В сравнении с грачами, галками, серыми воронами и сороками ворон меньше связан с антропогенными ландшафтами, хотя время от времени селится в заброшенных деревнях и на окраинах небольших населённых пунктов. Из больших городов ворона часто можно встретить лишь в Улан-Баторе и в парковой зоне калифорнийских Лос-Анджелеса, Сан-Диего, Сан-Франциско и Риверсайда. По мнению орнитологов А. С. Мальчевского и Ю. Б. Пукинского, во второй половине XX века наметилась тенденция к синантропизации ворона на северо-западе России: в частности, птицы стали гнездиться в пригородах Санкт-Петербурга, где их раньше никогда не было. Обычно сторонящиеся человека, они стали менее восприимчивы к вниманию с его стороны. Случаи устройства гнёзд в зданиях были также зарегистрированы в таких крупных городах, как Москва, Львов, Берн, Лондон и Чикаго.
Профессор Джон Марцлуфф (John Marzluff) из Вашингтонского университета предполагает, что причиной отсутствия воронов в городах является не столько беспокойство, сколько отсутствие подходящих мест обитания и обилие конкурентов, в первую очередь других врановых птиц и чаек. Сыграло также роль массовое истребление птиц в предыдущие годы. Зимой, когда ворон кочует в поисках пищи, он нередко посещает обочины дорог, зверофермы, мясокомбинаты, свалки и места отдыха на природе, где кормится пищевыми отбросами или падалью. При этом птица обычно сторонится человека и при его появлении предпочитает удалиться.

## Питание

### Рацион
Во́рон хорошо адаптирован к рассеянным и скудным источникам кормов и употребляет в пищу почти всё съедобное, что способен поймать либо обнаружить. Ключевое значение в рационе занимает падаль, в первую очередь достаточно крупных животных вроде волка или северного оленя, которая помогает ему выживать в суровых климатических условиях. При случае кормится снулой рыбой, дохлыми лягушками и грызунами. При этом птица также проявляет черты настоящего охотника — ловит разнообразную дичь, в том числе грызунов, птиц, ящериц, змей. В желудках воронов находят останки насекомых, скорпионов, моллюсков, земляных червей, морских ежей. Ворон может разорить птичье гнездо, полакомившись яйцами или птенцами. Растительные корма столь же разнообразны, сколь и животные, хотя в общем объёме занимают меньшую долю. В качестве примеров авторы называют ягоды черники, семена ядовитого дуба (Toxicodendron diversilobum), зерновку овсюга, плоды кактусов.
Американские биологи подметили, что при пищевом изобилии отдельные особи могут специализироваться на разных типах кормов: по наблюдениям в Орегоне, одни из гнездящихся по соседству воронов больше употребляли в пищу растительные корма, другие занимались поиском падали, третьи акцентировали внимание на ловле сусликов Белдинга (Urocitellus beldingi) и хорьков. Ворон охотно пользуется плодами человеческой деятельности: следует за оленьими погонами, скапливается возле скотных дворов и скотобоен, на свалках, возле мусоросборников и столиков для пикника. Охотно употребляет в пищу отбросы антропогенного характера, причём подобная диета, по наблюдениям в западной части пустыни Мохаве, приводит к более успешному выводу птенцов. В ряде случаев ворон способствует деградации редких и охраняемых видов: пустынного западного гофера, калифорнийского кондора, длинноклювого пыжика и карликовой крачки (Sterna antillarum).

### Добывание корма

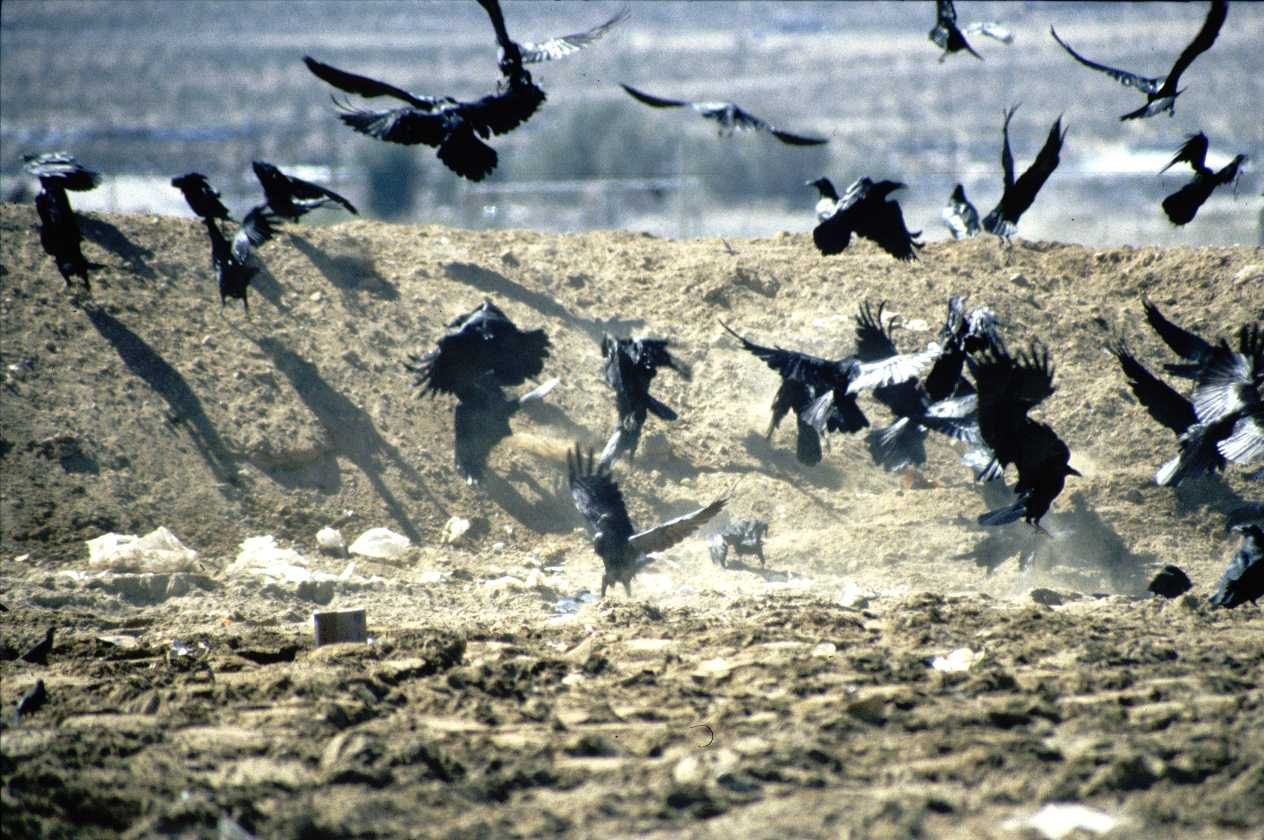
Вороны ищут пропитание на свалке

В поисках корма ворон способен подолгу парить в воздухе, что отличает его от других врановых птиц. Нередко следует за стадами оленей и волков, сопровождает кочевников. На земле роется в кучах растительного мусора, переворачивает щепки, исследует мышиные норы, проделывает отверстия в мягком грунте, преследует грызунов и другую мелкую дичь. У ворона верхняя часть клюва загнута, но не так сильно, как у специализирующихся на падали грифов или белоголового орлана. По этой причине он в меньшей степени способен разрывать толстую кожу крупного животного и при обнаружении падали иногда вынужден выжидать, пока это сделают другие хищники. Обнаружив добычу первыми, молодые особи громким криком могут подзывать зрелых птиц, прежде чем приступить к трапезе. Профессор Вермонтского университета Бернд Хейнрич полагает, что такое адаптивное поведение уменьшает территориальную агрессию и позволяет молодняку держаться вблизи от взрослых. По другой версии, передача информации способствует насыщению нескольких птиц в случаях, когда туша слишком большая для насыщения одной. Тем не менее, эксперименты с приманкой показывают, что размер добычи не оказывает влияния на кооперативное поведение птиц. То, что осталось после трапезы, ворон припрятывает в укромном месте, при этом приобретает новые навыки сохранения запасов, наблюдая за другими пернатыми.
Добывая пропитание, птица иногда проявляет удивительную находчивость, несвойственную для других видов птиц. Например, ворон не уступает песцу по ловкости добывания гусиных яиц. Вместо самостоятельной охоты он может терпеливо наблюдать, как полярная лисица разоряет очередное гнездо и прячет излишки, после чего быстро находит сделанные ею запасы. Клептопаразитизм проявляется и в явном отъёме добычи у хищников — например, у волков. Ворон охотно пользуется охраной общественных видов птиц, поднимающих крик при появлении потенциальной опасности: в одном наблюдении пара воронов присоединилась на свалке к стае скворцов и воро́н. Всю группу намеренно и неоднократно вспугивали. Птицы скоро возвращались на прежнее место, при этом во́роны всегда прилетали в последнюю очередь. По мнению исследователей, это может свидетельствовать в пользу гипотезы, что таким образом птицы предохраняются от ядовитого корма.
Известны примеры симбиоза волка и ворона, когда ворон наводит волков на добычу, например, стадо лосей. Волки целенаправленно следуют за вороном, которому затем достаются остатки их добычи.

## Размножение
Половая зрелость наступает в конце второго или третьего года жизни. Пары сохраняются многие годы, возможно пожизненно: этому способствует привязанность ворона к определённой территории и отчасти даже к месту для гнезда. В одном случае биологи наблюдали, как птицы несколько лет подряд возвращались на один и тот же скалистый уступ даже в случае, если предыдущая кладка уничтожалась хищниками. Аналогичный результат был получен в ходе искусственного эксперимента, во время которого яйца или птенцы специально изымались ради проверки дальнейшего поведения птиц. Хотя ворон считается типичной моногамной птицей, известны случаи полиандрии: второй самец посещал гнездо самки во время отсутствия первого. Соседние пары гнездятся на расстоянии не менее километра друг от друга; Марцлуфф определяет охраняемое расстояние от гнезда от одного до пяти километров.

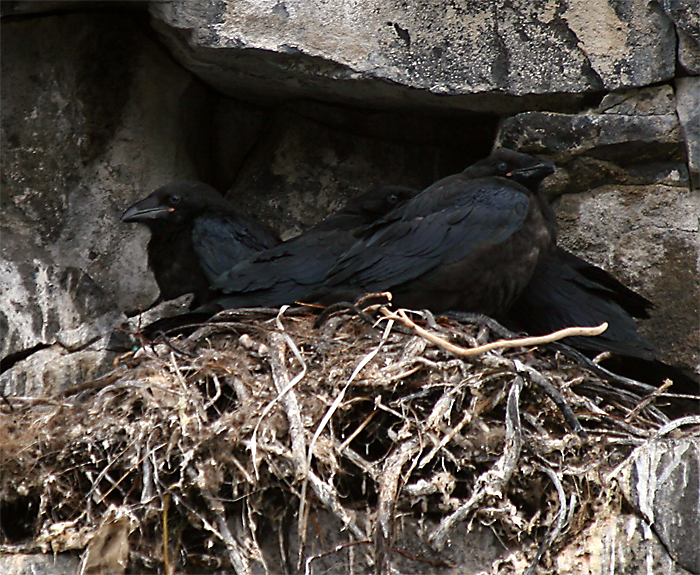
Молодые вороны в Исландии

К размножению вороны приступают зимой, когда земля ещё покрыта снегом: на большей части территории во второй половине февраля. В южной части ареала размножение может быть сдвинуто на более ранние сроки: например, в Туркменистане на первую декаду этого месяца, в Пакистане даже на декабрь. Напротив, в Гренландии, северной Сибири и высокогорном Тибете начало размножения сдвигается на середину апреля. Спариванию предшествуют замысловатые брачные полёты: в воздухе вороны выполняют сложные манёвры, аналогичные авиационным фигурам пилотажа, в том числе частичную «бочку». Кроме токового полёта, самец ходит перед самкой с важным видом; Конрад Лоренц описывает его позу следующим образом: голова высоко поднята, кроющие ушей взъерошены, шея раздута, крылья слегка приподняты, перья на брюхе вытянуты вниз, хвост раскрыт веером. Сложившуюся пару символизирует обоюдная чистка перьев.

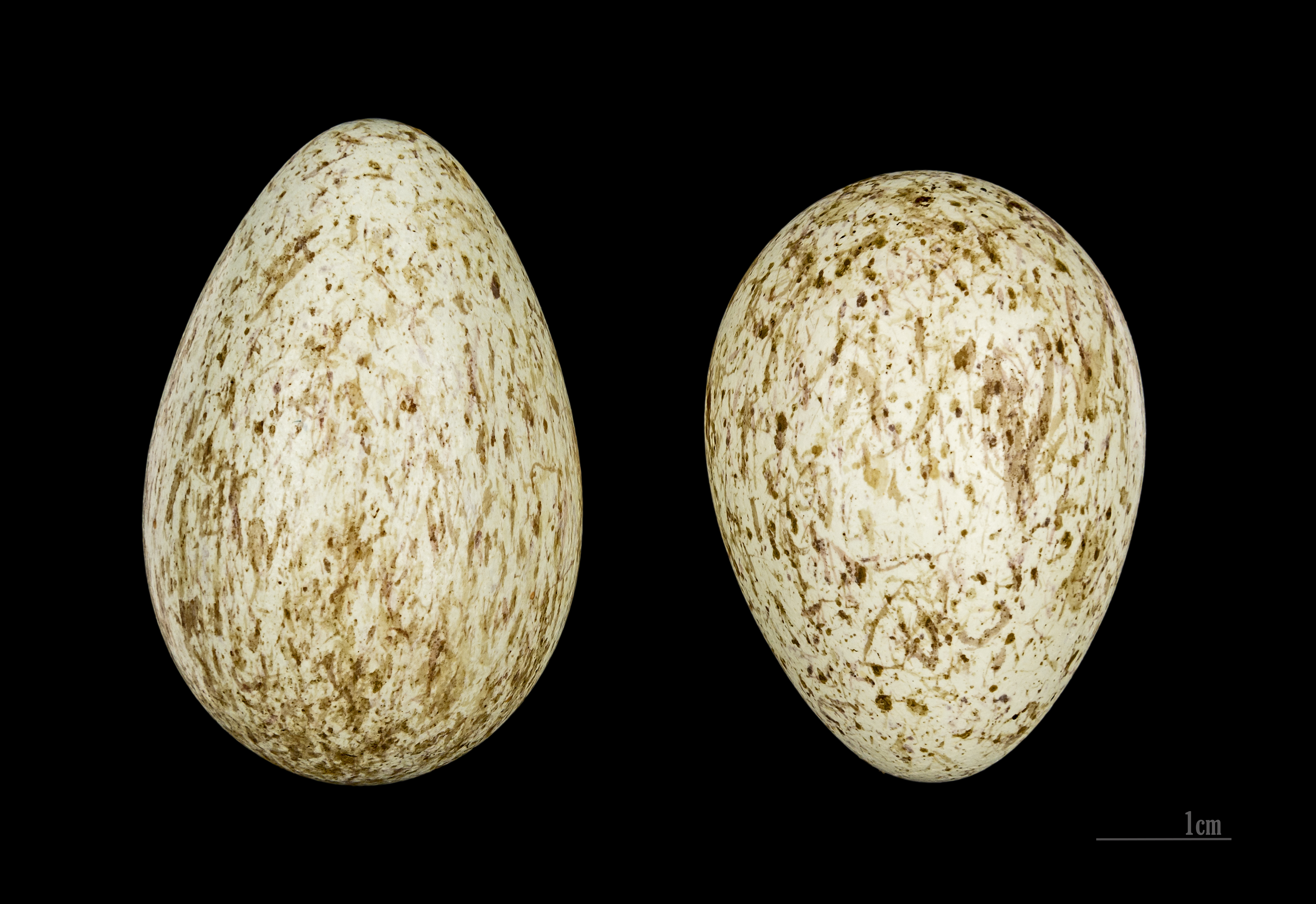
Яйца Corvus corax

Гнездо строит на деревьях и скалистых уступах, а также на разнообразных сооружениях, которые своим положением и формой могут напоминать эти уступы: геодезических вышках, маяках, опорах линий электропередач, колокольнях, под крышами высоких башен и зданий и т. п. В случае дерева гнездо обычно расположено на высоте не менее 3—4 м от поверхности земли в развилке ствола, изредка в основании толстой боковой ветви, часто малозаметно со стороны. Скалистый уступ чаще имеет вид ниши с каменным козырьком — расщелины или небольшой пещеры. Обе птицы добывают нужные для обустройства гнезда толстые сучья, траву и обрывки шерсти, но лишь самка занимается их укладкой. Готовая постройка, возведение которой занимает от одной до трёх недель, имеет достаточно добротный вид и внушительные размеры: диаметр 40—153 см и высоту 20—61 см. Глубина лотка 13—15 см. Обычно пара строит не одно, а два или три гнезда в пределах гнездового участка, и использует их поочерёдно.

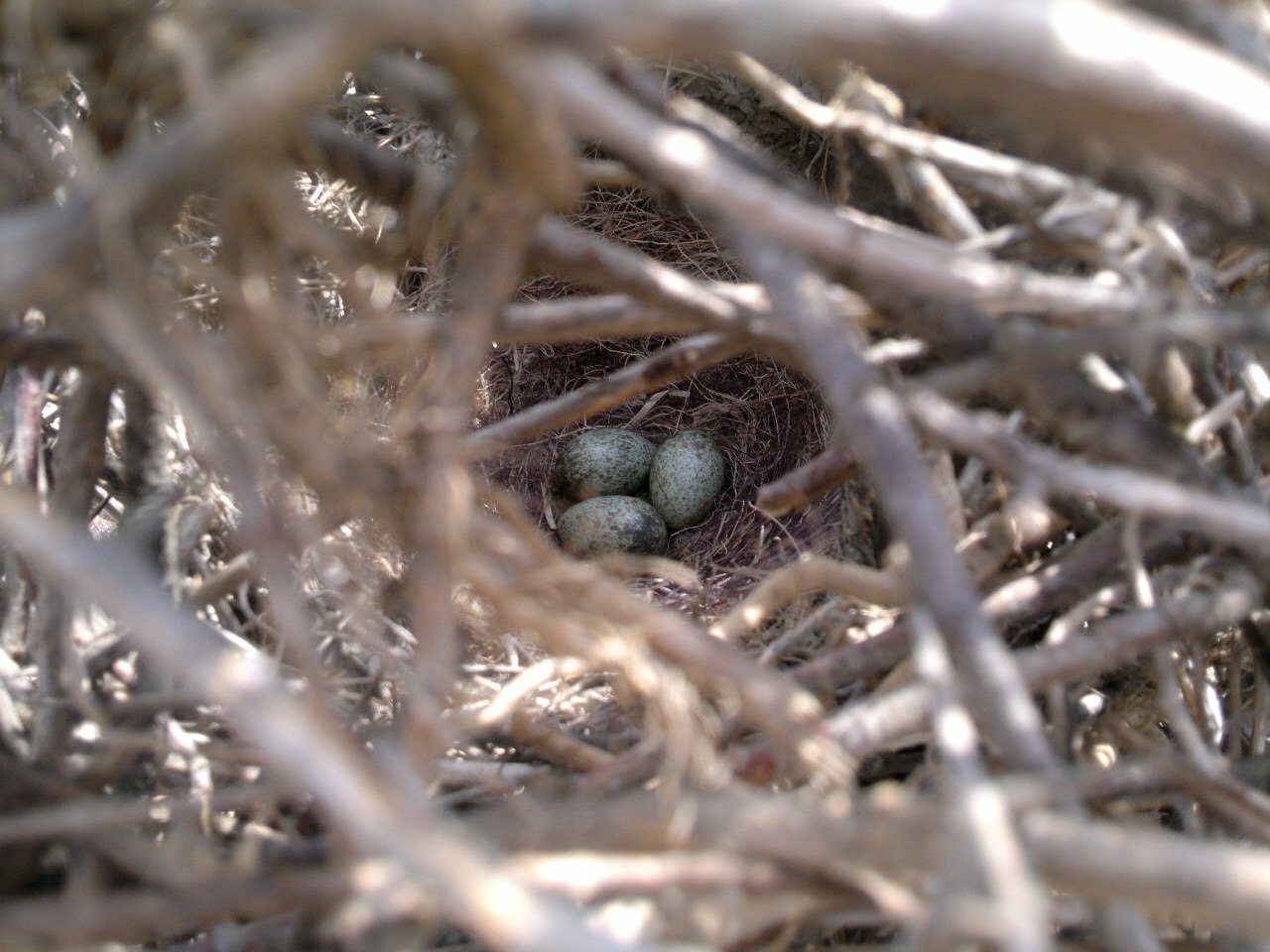
Кладка из трёх яиц, Дагестан

Количество яиц в кладке варьирует от одного до восьми, в большинстве случаев от четырёх до шести. Окраска как у серой вороны или грача: общий фон скорлупы голубовато-зелёный, поверхностные мелкие пятна серовато-зелёного или бурого цвета. Размеры яиц (42—63)х(30—38) мм. Высиживает в основном самка, самец приносит ей корм. Период инкубации 20—25 дней. Птенцы гнездового типа, появляются на свет асинхронно, при вылуплении покрыты густым бурым пухом на голове и спине. Первые одну-две недели самка неотлучно находится в гнезде, согревая выводок; добычей корма занимается самец. В дальнейшем оба родителя выкармливают птенцов. В возрасте 4—7 недель последние начинают летать, однако ещё длительное время — от нескольких недель до нескольких месяцев — держатся возле родителей. Окончательный распад выводков происходит лишь в конце следующей зимы.
Продолжительность жизни ворона в дикой природе составляет 10—15 лет. В неволе эти птицы могут прожить значительно дольше. В лондонском Тауэре вороны жили на протяжении более 40 лет. Известны случаи, когда особи в неволе доживали до 75 лет.

## Интеллект
Во́рон считается одной из самых умных птиц. Учёные подтвердили наличие у ворона развитого интеллекта. Когда учёные решили проверить, действительно ли ворон наделён интеллектом, птице давали пить воду из глубокого кувшина, которую он не мог достать клювом. Испытуемый ворон додумался бросать в ёмкость различные предметы, чтобы уровень воды поднялся. По словам руководителя эксперимента Алекса Тейлора, вороны способны различать объекты, которые держатся на плаву и которые тонут. Во́роны выбрасывали резину и пластмассу из кувшина, когда видели, что уровень воды в кувшине не повышается. Умеют планировать сложные многоступенчатые действия, запоминать их последовательность, способны к абстрактному мышлению.

## Ворон и человек

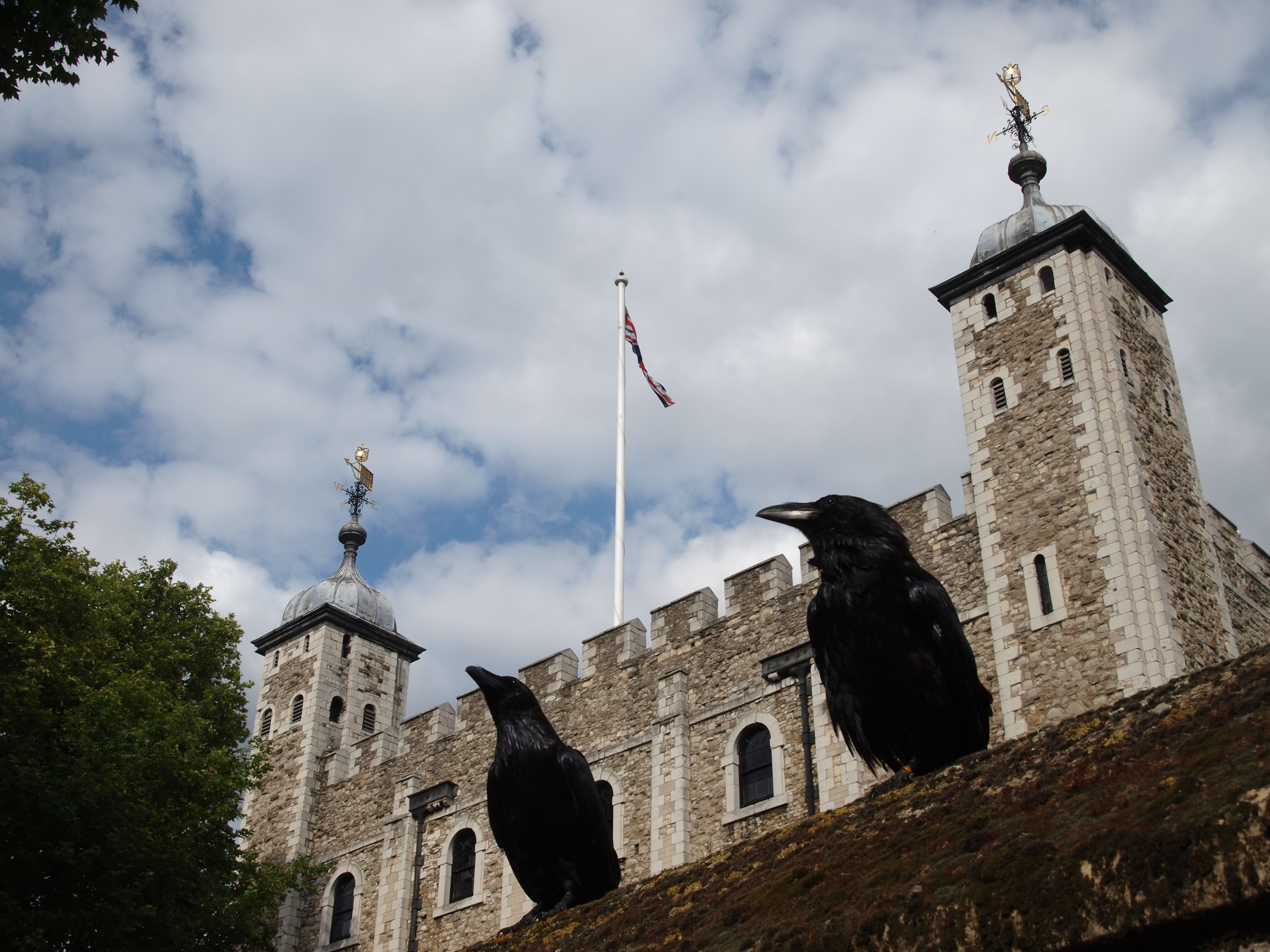
Тауэрские вороны, Лондон (Великобритания)

Судя по изотопному составу костей воронов, найденных на моравских стоянках Павлов, Пршедмости и Дольни-Вестонице, они ели мясо крупных травоядных, что свидетельствует о палеолитическом синантропизме.
Из-за своей элегантности, сообразительности и способности к подражанию, в том числе и голосу человека, могут содержаться в домашних условиях в качестве домашнего животного. Первые месяцы своей жизни птицы мягкие и послушные, приручить их нетрудно. Повзрослев, птицы не признают никого, кроме хозяина, который растил их с птенцового возраста, становятся крайне ревнивы: могут атаковать домочадцев хозяина, особенно детей; домашних животных. У воронов высокие требования к условиям содержания: им нужен вольер, достаточно большой хотя бы для подлётов; из-за острого интеллекта птицам необходимы многочисленные и разнообразные игрушки. Если не уделять воронам должного внимания, они быстро становятся вредителями: рвут обои, портят мебель, могут разбить оконное стекло или даже клевать хозяина. После года-двух птицы взрослеют и пытаются улететь от родителя, в данном случае человека. Взрослые птицы практически не поддаются приручению. Популярность воронов как домашних питомцев выросла с развитием готической молодёжной субкультуры, но описанные обстоятельства делают этих птиц неподходящими для хозяев с малым опытом работы с врановыми и без подходящих для них условий.
В столице Великобритании приручённые во́роны традиционно живут в Тауэре.

## Образ ворона в культуре

### В мифологии
Образ ворона широко распространён в мифологических представлениях, связанных с разными элементами мироздания (подземным миром, землёй, водой, небом, солнцем). Во́роны охотно питаются падалью, поэтому часто ассоциируются со смертью и пограничными состояниями.

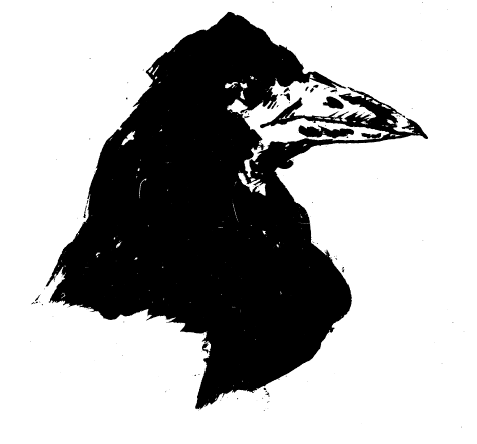
Ворон. Иллюстрация Эдуарда Мане к французскому изданию стихотворения «Ворон» Эдгара Алана По (в переводе Стефана Малларме)

### Ворон и война
Ворон — отчасти падальщик, и в древности на полях сражений всегда скапливались стаи птиц. Образовалась прочная культурная связь между птицей и военными действиями, которая в одних источниках олицетворяла воинскую доблесть, в других — посредническую роль между миром живых и миром мёртвых, в третьих — гибель героя.

### Предвестник, прорицатель

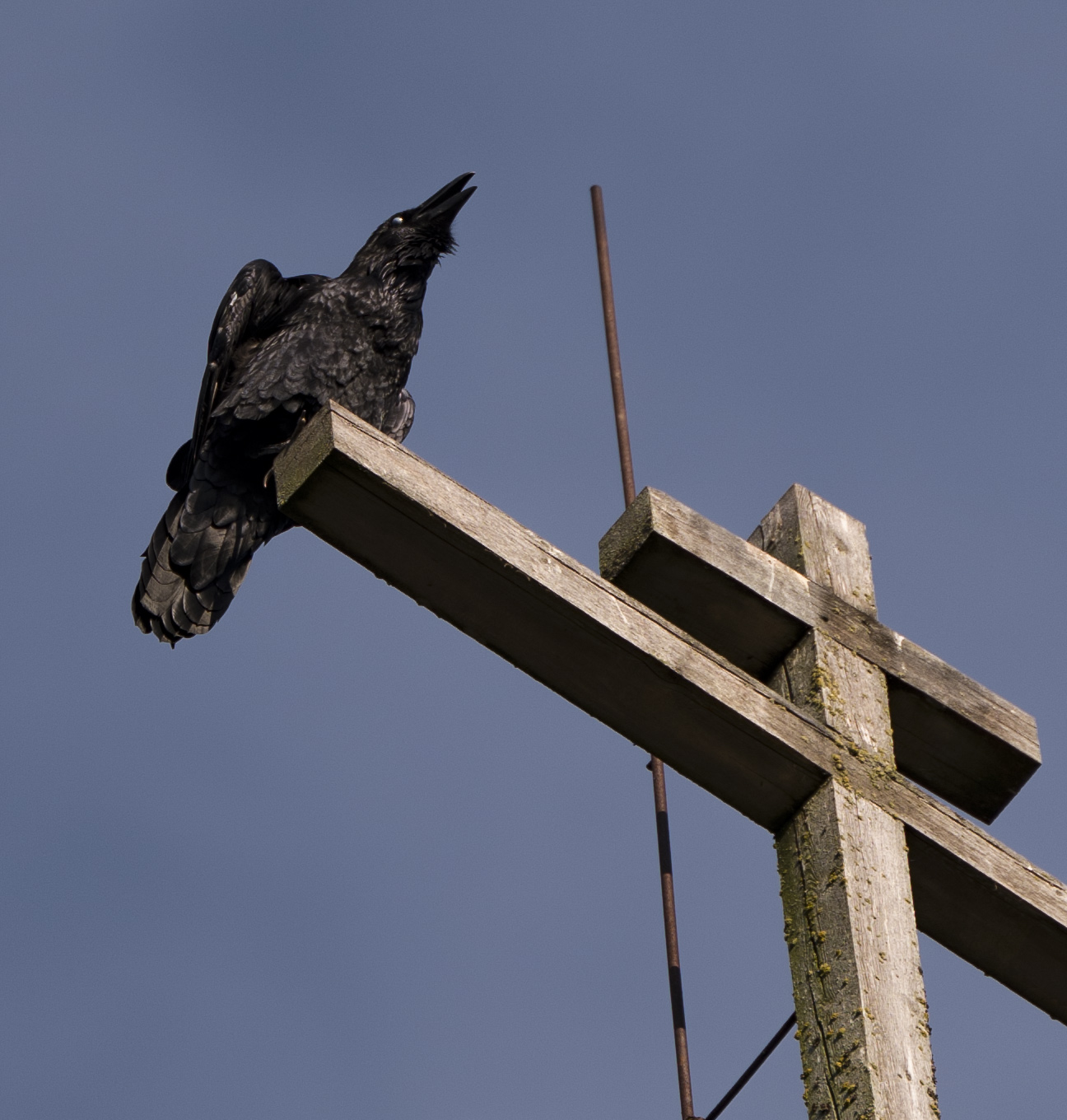
Старый ворон на кресте деревянной церкви в Варзуге

Древние люди обратили внимание на реакцию воронов и ворон на предстоящее изменение погоды: перед штормом птицы проявляли явное беспокойство, c характерным криком метались из стороны в сторону. Вероятно, благодаря этому поведению ворон приобрёл репутацию буревестника, предсказателя ненастной погоды или иного, чаще трагического, события. Бертольд Лауфер приводит перевод найденной на Тибете рукописи IX века, согласно которой ворон — посредник между богами и людьми, — издавая различные звуки, мог предсказывать различные события, в том числе положительные — удачу или прибытие друга. В другом документе на тибетском языке утверждается, что посланная высшими силами птица своим дуновением может вызвать бурю в лесу, предупреждая жителей о прохождении богов.
Отношение к ворону как к предвестнику дурных событий сложилось в Западной Европе, Северной Африке, Передней, Южной и Восточной Азии. В Европе одно из наиболее ранних подтверждений взаимосвязи ворона и человека — наскальный рисунок каменного века в долине Камоника, на котором изображена птица, обращающаяся к людям. В Андалусии однократный крик ворона возле дома ассоциировался с предстоящим неудачным днём, троекратный — с ожиданием смерти. Сидящий на ветке ворон своим голосом указывал направление, откуда ждать беды. Елеазар Мелетинский в «Мифах народов мира» указывает на другие аналогичные приметы, связанные с птицей: её появление на левой стороне дома — к невзгодам, во время сева — к неурожаю, встреча двух воронов в воздухе — к войне. Согласно Плутарху, настойчивое внимание птиц к римскому оратору и философу Цицерону предзнаменовало его погибель.
Образ ворона как злого предсказателя и даже посланника сатаны можно также встретить в христианской литературе Нового времени, например, в «Мальтийском еврее» Кристофера Марло и «Макбете» Уильяма Шекспира. В последнем ворон предрекает скорую смерть главного героя:
|                           | The raven himself is hoarse That croaks the fatal entrance of Duncan Under my battlements. |  | С зубцов стены О роковом прибытии Дункана Охрипший ворон громко возвестил… |  |
| Перевод Бориса Пастернака |                                                                                            |  |                                                                            |  |

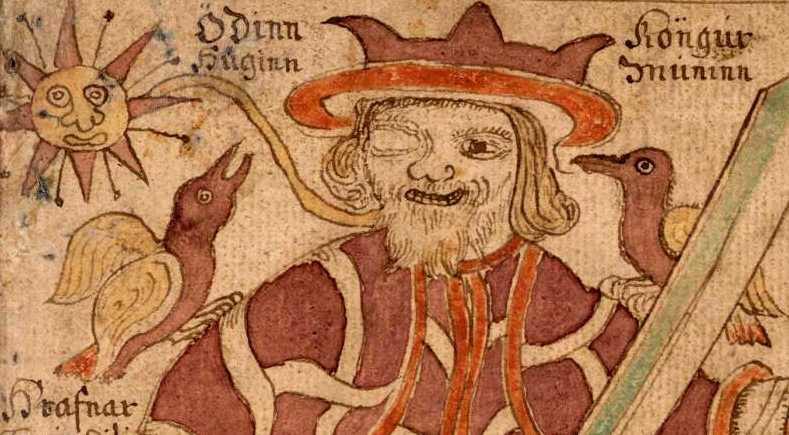
Хугин и Мунин на плечах бога Одина

### В фольклоре
Пословица, известная со времён Древнего Рима, — Cornix cornici nunquam confodit oculum («Ворон ворону глаз не выклюет»).
Ворон фигурирует в русских народных сказках в качестве персонажа, который похищает сестру или дочь главного героя. Часто упоминается в русских заговорах как посланник, вестник гибели или, наоборот, как способный остановить кровотечение или воскресить живой водой.
Народная баллада «The Three Ravens» и её производная «Twa Corbies» рассказывают о во́ронах, обсуждающих возможность поедания тела убитого всадника, с разным исходом.

### Ворон в национальной символике
- Ворон является национальным символом Бутана — национальной птицей Бутана. Ранее убийство ворона каралось смертной казнью[81]. Корона короля Бутана увенчана головой ворона.
- Исторический символ Валашского княжества.
- На гербе Острова Мэн (владение Британской короны) ворон выступает одним из щитодержателей в паре с соколом сапсаном.

### В художественной литературе
- В сказке Ханса Кристиана Андерсена «Снежная королева» ворон самка и самец служат при дворе короля.
- Стихотворение Эдгара Алана По «The Raven» (Ворон) считается одним из наиболее значимых в истории поэзии.
- В историческом романе Чарльза Диккенса «Барнеби Радж».
- Рассказ Ивана Алексеевича Бунина «Ворон».
- В книге Джона Толкина «Хоббит, или Туда и обратно» вороны — разумные говорящие птицы, обитавшие близ Одинокой Горы.
- Книга «Вороньё» американского писателя Джорджа Доуса Грина.
- В книге Чарльза Де Линта «Покинутые небеса» рассказывается о девочках-воронах.
- В серии книг Джорджа Мартина «Песнь Льда и Огня» воронов использовали для связи между городами как почтовых птиц.

### В музыке
- Казачья русская народная песня «Чёрный ворон».
- Песня «Ворон» Булата Окуджавы.
- Песня «Чёрный ворон» группы Hi-Fi.
- Песня «Ворон» российской группы «Ария».
- Песня «Yellow raven» немецкой англоязычной рок-группы «Scorpions».
- Песня «Raven Of Dispersion» из альбома Vovin шведской симфо-метал-группы «Therion».
- Песня «Ravenheart» немецкой англоязычной готик-метал-группы «Xandria».
- Песня «Raven claws» португальской готик-метал группы «Moonspell».
- Песня «Ворон» фолк-группы Мельница.

В честь ворона была названа немецкая фолк-рок-группа Corvus Corax.

### В кино
- 1959 — в мультфильме Walt Disney Productions «Спящая красавица» ворон Диаболос был помощником злой волшебницы Малефисенты.
- 1984 — в фильме «Иванко и царь Поганин» царь воронов Каркарон спасает мальчика Иванко от злобного царя Поганина, и до двенадцати лет растит как собственного сына, пока тот, не узнав в какой опасности находится его родная мать, не отправляется её спасать.
- 1985 — в мультфильме «Иванко и вороний царь[укр.]» вороний царь ворует у бедной семьи единственную ворону, пообещав её вернуть.
- 1994 — в фильме «Ворон» Эрика Дрэйвена воскрешает ворон и помогает отомстить даруя сверхспособности.
- Кар-Карыч — антропоморфный ворон, один из героев российского мультсериала «Смешарики».
- 2010 — в мультфильме «Три богатыря и Шамаханская царица» у шамаханской царицы был говорящий ворон.

### В играх
- Существует разработчик компьютерных игр Raven Software, логотипом которого является ворон.
- В вымышленной вселенной Warhammer 40,000 Корвус Коракс (англ. Corvus Corax) — имя примарха легиона Гвардии Ворона.
- В Tom Clancy's Splinter Cell: Conviction и сиквеле Tom Clancy's Splinter Cell: Blacklist упоминается организация "Ворон", которая является ответвлением СВР, специализирующаяся внедрении на вражескую территорию и сбор информации. Является русским аналогом другой внутриигровой организации, "Третий Эшелон". На логотипе организации присутствует "двуглавый ворон" и ошибка в названии: Русская "В" заменена на английскую "V".

### Во́рон в геральдике
В геральдике во́рон (естественная негеральдическая гербовая фигура) — символ предусмотрительности и долголетия.